# Francesco Castiglione
Francesco Castiglione (Gênes, 21 décembre 1641 - 1716) est un peintre italien baroque de la fin du XVIIe et du début du XVIIIe siècle.

## Biographie
Francesco est le fils de Giovanni Benedetto Castiglione et le neveu de Salvatore Castiglione eux aussi peintres.

## Œuvres
- Offrande de Noé, El Paso Museum of Art.
- Triomphe de Galatée,
- Entrée des Animaux dans l'Arche de Noé,
- Découverte des Corps de Pierre et Paul,
- Orphée charmant les Animaux,